# Floor Show
Albums de Baxter Dury
Len Parrot's Memorial Lift
(2002) Happy Soup
(2011)
Floor Show (parfois orthographié Floorshow) est le deuxième album solo de Baxter Dury, sorti en 2005 sur le label Rough Trade. 

## Ecriture et production
Il a travaillé sur l'écriture de plusieurs morceaux avec Ben Gallagher. Il est accompagné par le guitariste Mike Mooney et le batteur Damon Reece.

## Ambiance musicale et textes
Les textes sont empreints de mélancolie, et sont liés à une rupture amoureuse. Les excès, la drogue, les cigarettes sont des thèmes très présents. Plus généralement, c'est une sorte de pessimisme décalé qui revient. La musique s'inspire à la fois du Velvet Underground, de David Bowie version fin des années 1970, de Nick Cave, My Bloody Valentine, Young Gods. Elle puise à la fois dans la brit pop des années 90, à laquelle s'ajoutent du shoegaze, du noise, et des effets de drone. Les instruments mis en avant sont le clavier Wurlitzer et la guitare stratocaster. La voix de baxter Dury est souvent harmonisée à celle de Johanna Hussey, et souvent « chantée parlée » à la manière de Lou Reed.

## Réception
L'album est plutôt bien apprécié par la critique,,. Allmusic lui attribue la note de 3,5 sur 5. Il obtient 12 sur 20 chez Xsilence.net.

## Pistes
Toutes les paroles sont écrites par Baxter Dury (sauf exceptions).
| No | Titre                 | Paroles                      | Durée |
| -- | --------------------- | ---------------------------- | ----- |
| 1. | Francesca's Party     | Baxter Dury et Ben Gallagher | 3:14  |
| 2. | Cocaine Man           |                              | 3:54  |
| 3. | Lisa Said             |                              | 3:40  |
| 4. | Waiting For Surprises |                              | 3:02  |
| 5. | Young Gods            |                              | 4:53  |
| 6. | Sister Sister         |                              | 4:41  |
| 7. | Floor Show            | Baxter Dury et Ben Gallagher | 3:47  |
| 8. | Cages                 |                              | 4:09  |
| 9. | Dirty Water           | Baxter Dury et Ben Gallagher | 4:11  |